# Heteragrion palmichale
Heteragrion palmichale là loài chuồn chuồn trong họ Megapodagrionidae. Loài này được Hartung mô tả khoa học đầu tiên năm 2002.